# Omega Pharma-Lotto
Omega Pharma-Lotto war ein belgisches Radsportteam, das von Omega Pharma und der belgischen Lotterie gesponsert wurde. Zur Saison 2012 fusionierte es mit dem Quick Step Cycling Team zum Omega Pharma-Quick-Step Cycling Team. Co-Sponsor Lotto gründete das Lotto Belisol Team.

## Geschichte
Omega Pharma war im Jahr 2004 noch Sponsor der Mannschaft Quick Step-Davitamon mit seiner niederländischen Marke Davitamon, die Vitamine und Mineralien in Form von Nahrungsergänzungsmitteln verkauft. Man trennte sich Ende 2004 von Quick Step und ging 2005 mit Teilen des ehemaligen Teams Lotto-Domo Team Davitamon-Lotto zusammen.
Ende 2006 entschied der Pharmakonzern Omega Pharma, dass die Marke „Davitamon“ durch die Werbung im Radsport bekannter geworden ist und man nun für die Marke „Predictor“, unter deren Namen Schwangerschaftstest verkauft werden, auf den Trikots der Fahrer werben möchte. In den Saisons 2008 und 2009 wirbt der Konzern für die Marke „Silence“. Ab 2010 wurde der Konzernname selbst beworben und das Team hieß Omega Pharma-Lotto.
Seit der Saison 2009 wurde das Team vom deutschen Fahrradhersteller Canyon anstelle von Ridley gesponsert.
Mit Ablauf der Saison 2011 wurde das Team mit dem Quick Step Cycling Team fusioniert, wobei die Betreiberfirma des Teams Omega Pharma - Lotto, Belgian Cycling Company sa, das gemeinsame Team betreiben sollte und der bisherige Teammanager von Quick Step dieselbe Funktion für das gemeinsame Team übernahm, allerdings übernahm das gemeinsame Team nicht nur den Großteil der Fahrer und des Personals des Quick Step Cycling Teams, sondern firmierte auch unter der Adresse des Betreibers Esperanza bvba.
Hintergrund der Trennung der Sponsoren war die Uneinigkeit der bisherigen Namenssponsoren Omega Pharma und Lotto über die weitere Entwicklung des Teams. Co-Sponsor Lotto gründete ein Team mit dem Namen Lotto Belisol Team, welches zwar einen Großteil der sportlichen Leitung und des Fahrerstamms von Omega Pharma-Lotto übernahm, aber von einer anderen Betreiberfirma gemanagt wird und nicht die bestehende ProTeam-Lizenz übernahm, sondern von der UCI als neues Team lizenziert wurde.

## Mannschaft 2011
| Name                          | Geburtstag         | Nationalität           | Team 2012                    |
| ----------------------------- | ------------------ | ---------------------- | ---------------------------- |
| Mario Aerts                   | 31. Dezember 1974  | Belgien                | Karriereende                 |
| Jan Bakelants                 | 14. Februar 1986   | Belgien                | RadioShack-Nissan            |
| Adam Blythe                   | 1. Oktober 1989    | Vereinigtes Königreich | BMC Racing Team              |
| David Boucher                 | 17. März 1980      | Frankreich             | FDJ-Big Mat                  |
| Bart De Clercq                | 26. August 1986    | Belgien                | Lotto Belisol Team           |
| Francis De Greef              | 2. Februar 1985    | Belgien                | Lotto Belisol Team           |
| Kenny Dehaes                  | 10. November 1984  | Belgien                | Lotto Belisol Team           |
| Jens Debusschere              | 28. August 1989    | Belgien                | Lotto Belisol Team           |
| Gert Dockx                    | 4. Juli 1988       | Belgien                | Lotto Belisol Team           |
| Philippe Gilbert              | 5. Juli 1982       | Belgien                | BMC Racing Team              |
| André Greipel                 | 16. Juli 1982      | Deutschland            | Lotto Belisol Team           |
| Adam Hansen                   | 11. Mai 1981       | Australien             | Lotto Belisol Team           |
| Olivier Kaisen                | 30. April 1983     | Belgien                | Lotto Belisol Team           |
| Sebastian Lang                | 15. September 1979 | Deutschland            | Karriereende                 |
| Klaas Lodewyck                | 24. März 1988      | Belgien                | BMC Racing Team              |
| Maarten Neyens                | 1. März 1985       | Belgien                | Lotto Belisol Team           |
| Óscar Pujol                   | 16. Oktober 1983   | Spanien                | Azad University Cross Team   |
| Vicente Reynés                | 30. Juli 1981      | Spanien                | Lotto Belisol Team           |
| Jürgen Roelandts              | 2. Juli 1985       | Belgien                | Lotto Belisol Team           |
| Marcel Sieberg                | 30. April 1982     | Deutschland            | Lotto Belisol Team           |
| Jurgen Van De Walle           | 9. Februar 1977    | Belgien                | Lotto Belisol Team           |
| Jurgen Van Den Broeck         | 1. Februar 1983    | Belgien                | Lotto Belisol Team           |
| Sven Vandousselaere           | 29. August 1988    | Belgien                | Topsport Vlaanderen-Mercator |
| Jelle Vanendert               | 19. Februar 1985   | Belgien                | Lotto Belisol Team           |
| Jussi Veikkanen               | 29. März 1981      | Finnland               | FDJ-Big Mat                  |
| Frederik Willems              | 8. September 1979  | Belgien                | Lotto Belisol Team           |
| Stagiaire: Tosh Van Der Sande | 28. November 1990  | Belgien                | Lotto Belisol Team           |

## Platzierungen in UCI-Ranglisten
UCI ProTour
| Saison | Mannschaftswertung | Fahrerwertung     |
| ------ | ------------------ | ----------------- |
| 2005   | 4.                 | Cadel Evans (17.) |
| 2006   | 16.                | Cadel Evans (4.)  |
| 2007   | 9.                 | Cadel Evans (1.)  |
| 2008   | 11.                | Cadel Evans (6.)  |

UCI World Calendar
| Saison | Mannschaftswertung | Fahrerwertung         |
| ------ | ------------------ | --------------------- |
| 2009   | 6.                 | Cadel Evans (5.)      |
| 2010   | 8.                 | Philippe Gilbert (3.) |

UCI World Tour
| Saison | Mannschaftswertung | Fahrerwertung         |
| ------ | ------------------ | --------------------- |
| 2011   | 1.                 | Philippe Gilbert (1.) |